# Antoni Chamiec
Antoni Jaxa Chamiec, herbu Gryf (ur. 11 listopada 1840 w majątku Andruha na Wołyniu, zm. 7 marca 1908 we Lwowie) – powstaniec styczniowy, urzędnik, ekonomista i polityk konserwatywny, poseł na galicyjski Sejm Krajowy i do austriackiej Rady Państwa.

## Życiorys
Ukończył szkołę powszechną w Równem i gimnazjum w Kijowie. W latach 1857–1862 studiował na wydziale matematyczno-fizycznym Uniwersytetu Kijowskiego. Należał do pokolenia tzw. chłopomanów. Uczestniczył w tajnym Związku Trojnickim, pod pseudonimem Agroskiego. Przyjaźnił się z Stefanem Bobrowskim. W 1862 został komisarzem pełnomocnym z ramienia Wydziału Rusi w  organizacji konspiracyjnej „czerwonych”. W grudniu 1862 towarzyszył Edmundowi Różyckiemu w drodze do Warszawy na narady w Komitecie Centralnym Narodowym. W czasie powstania styczniowego od lipca do listopada 1863 wydawał w Żytomierzu pismo urzędowe Wydziału Wykonawczego Rządu Narodowego dla Wołynia, Podola i Ukrainy „Walka”. Zdekonspirowany, wyjechał przez Petersburg z Rosji do Francji. Ukończył studia ekonomiczne na Sorbonie w Paryżu (1865).
Od 1865 mieszkał w Galicji. Początkowo pracował jako urzędnik w Wydziale Krajowym i Namiestnictwie Galicyjskim (1867). Od 1868 pracował w austriackim ministerstwie rolnictwa w Wiedniu, przez 11 lat pracy zyskał rangę sekretarza ministerialnego. Po powrocie do Galicji został jako sekretarz namiestnictwa kierownikiem starostwa w Zaleszczykach (1879). W latach 1880–1883 jako radca namiestnictwa urzędnik Ministerstwa dla Galicji.
Ziemianin, właściciel dóbr Skowiatyn w powiecie borszczowskim. Był posłem do Sejmu Krajowego V kadencji (15 września 1883 – 26 stycznia 1889), VI kadencji (10 października 1889 – 17 lutego 1894), VII kadencji (28 grudnia 1895 – 9 lipca 1901) wybieranym w kurii IV (gmin wiejskich z okręgu wyborczego nr 7 (Zaleszczyki-Tłuste). W Sejmie pracował stale w komisjach: administracyjnej, podatkowej i górniczej, zajmując się żywo sprawami swego okręgu, zwłaszcza przemysłem naftowym.
W latach 1890–1901 członek Wydziału Krajowego, gdzie początkowo kierował działem oświaty, a potem kolejowo-drogowym. Od 1892 był zastępcą marszałków: Sanguszki i Badeniego. Był także członkiem Krajowej Rady Szkolnej (1891-1896).
Był posłem do austriackiej Rady Państwa VI kadencji (7 października 1879 – 23 kwietnia 1885), VII kadencji (22 września 1885 – 23 stycznia 1891) i X kadencji (31 stycznia 1901 – 30 stycznia 1907) wybieranym w kurii IV (gmin wiejskich), z okręgu wyborczego nr 24 (Zaleszczyki-Uścieczko-Borszczów-Mielnica-Horodenka-Obertyn). W parlamencie należał do grupy posłów konserwatywnych Koła Polskiego w Wiedniu. Był także wielokrotnie referentem ustaw przemysłowo-skarbowych.
Członek rad nadzorczych wielu banków i towarzystw kolejowych. Przez 12 lat był wiceprezesem lwowskiego Towarzystwa uczestników powstania 1863, a w 40. rocznicę walk został wybrany członkiem honorowym towarzystwa.

Pochowany na Cmentarzu Łyczakowskim we Lwowie.

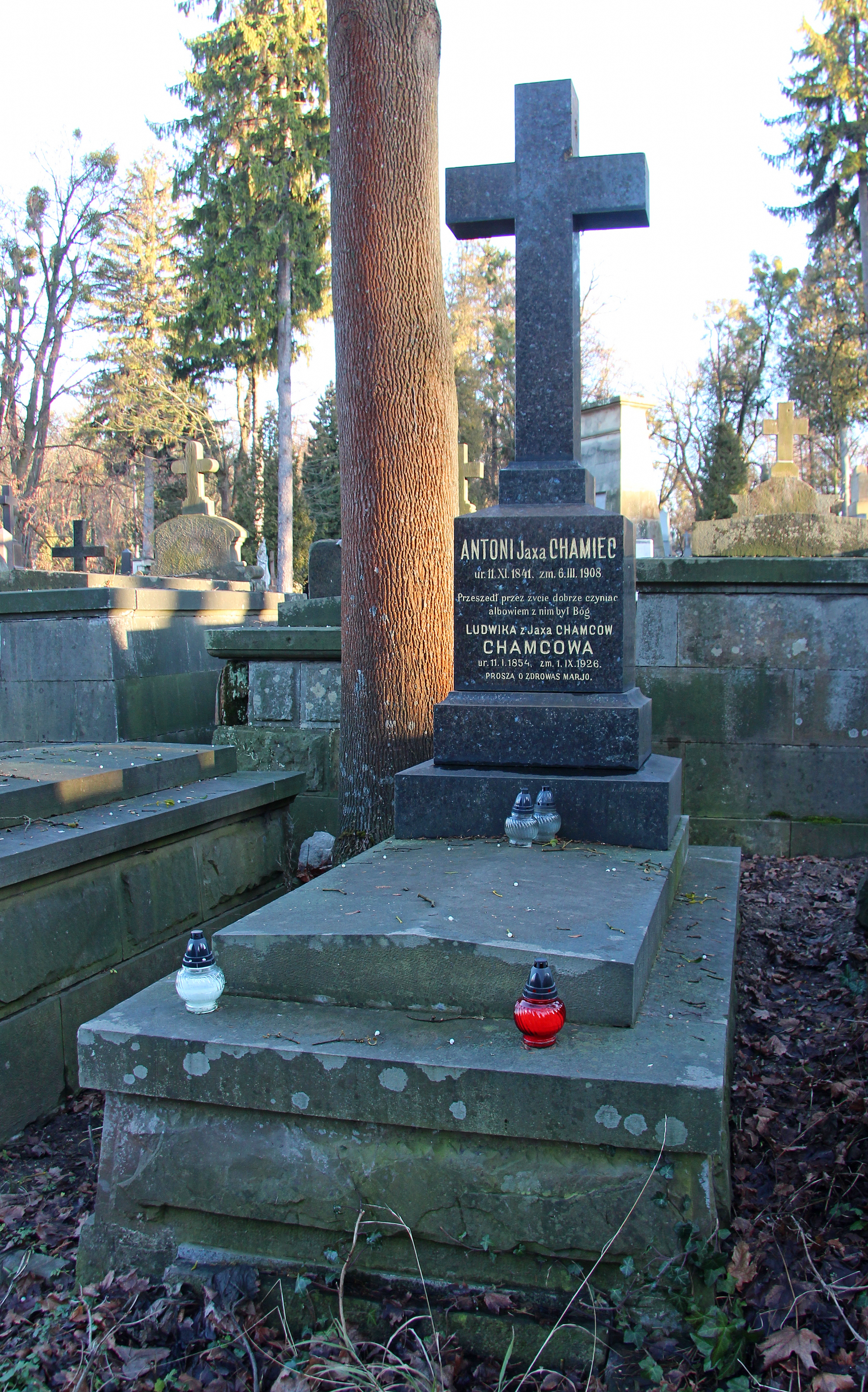
Grób Antoniego Chamca na Cmentarzu Łyczakowskim we Lwowie

## Rodzina
Urodził się w rodzinie ziemiańskiej. Syn Stanisława Jaxy-Chamca (1813-1877) i Bronisławy z Moszyńskich. Jego rodzeństwem byli: Marian (1849-1917), Teresa (ur. 1842), Leon (1860-1944) i Gabriel (1863-1915). Ożenił się w 1870 ze swoją kuzynką Ludwiką z Jaxa-Chamców (1850-1926). Mieli córki: Eleonorę (1871-1947) żonę Stefana Trzecieskiego (1864-1953) i Gabrielę (1875-1943) żonę Włodzimierza Radzimińskiego (1871-1925).

## Odznaczenia i wyróżnienia
Od 1869 szambelan cesarsko-królewski. W 1898 został odznaczony Krzyżem Komandorskim z Gwiazdą Orderu Franciszka Józefa.